# Trepidacja
Trepidacja – pojęcie z zakresu historii astronomii, dotyczy myśli arabskiej i scholastycznej.
W IX wieku arabski uczony Tabit ibn Qurra z Bagdadu (ok. 836-901), na skutek błędnych obliczeń zmian położeń gwiazd na niebie doszedł do fałszywego wniosku, że tzw. ósma sfera nieba posiada jeszcze trzeci (oprócz ruchu dziennego i precesji), własny ruch zwany trepidacją, czyli że porusza się po niewielkich okręgach (o promieniu około 4 stopni) wokół punktów równonocnych na ekliptyce, odpowiadających za rzekome drgania (motus accessionis et recessionis) położeń gwiazd na niebie o amplitudzie ośmiu stopni łuku i prędkości jednego stopnia na 80 lat. Teorię tę przyjęli uczeni zachodnioeuropejscy, a wśród nich św. Albert Wielki, mistrz św. Tomasza z Akwinu, w którego pismach kosmologicznych także pojawia się teoria trepidacji. Rozważania nad trepidacją ożywiły krytyczną refleksję nad modelami kosmosu i przyczyniły się do powstania teorii Mikołaja Kopernika na przełomie XV i XVI wieku.